# Königsgelb
Königsgelb ist der Name für eine leuchtend goldgelbe Farbe. 
Die Bezeichnung beschreibt Farbmittel, die farbschöner als mittlerer Ocker oder mittleres Neapelgelb sind, und wurde daher im Laufe der Zeit für mehrere anorganische Pigmente verwendet:
- Blei(II)-chromat, Chromgelb
- Blei(II)-oxid, Bleiglätte
- Bleioxychlorid, Kasseler Gelb
- Arsen(III)-sulfid, Auripigment

Diese sind sämtlich giftig, oder zumindest bedenklich, und die Farbe kann heute durch synthetische Gelbs wie Anthrapyrimidin, Isoindolinon, Benzimidiazolon oder Quinophthalon nachgestellt werden.